# Li Weifeng
Dans ce nom chinois, le nom de famille, Li, précède le nom personnel.
Li Weifeng né le 26 janvier 1978 à Changchun est un footballeur chinois.